# Procambridgea kioloa
Procambridgea kioloa är en spindelart som beskrevs av Davies 200. Procambridgea kioloa ingår i släktet Procambridgea och familjen Stiphidiidae.
Artens utbredningsområde är New South Wales. Inga underarter finns listade i Catalogue of Life.